# Columbia Road Flower Market

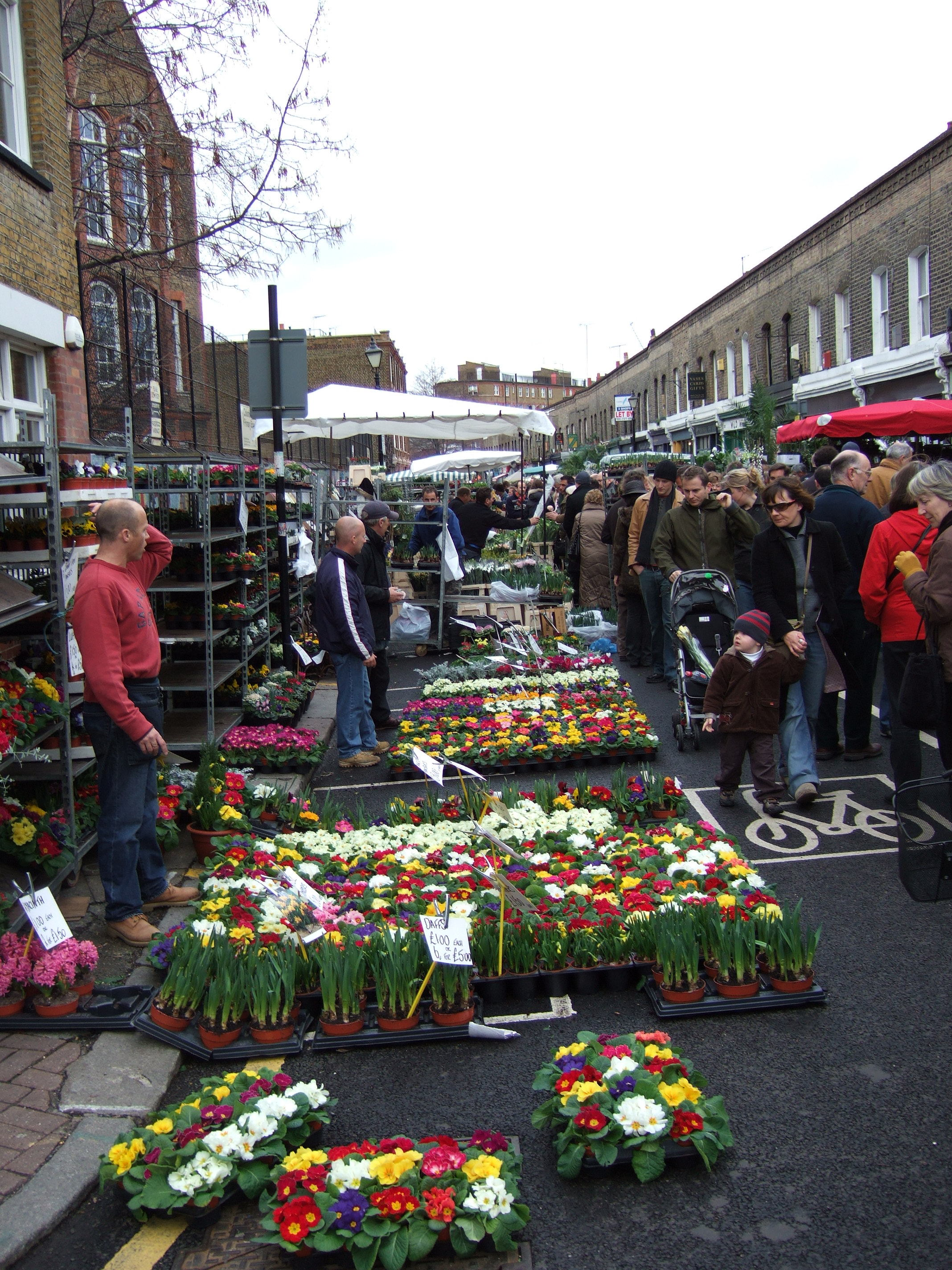
Fiori in vendita al Columbia Road flower market

Il Columbia Road Flower Market è uno dei tanti mercati siti nella Central London, un mercato dei fiori ubicato nell'est di Londra. Columbia Road è una strada di negozi vittoriani situata al di là di Hackney Road nel London Borough of Tower Hamlets. Il mercato è aperto soltanto la domenica.

## Origini
Il Columbia Market venne fondato nel 1869 come mercato coperto per la vendita di generi alimentari, dalla filantropa Angela Burdett-Coutts, con oltre 400 stand, gli appartamenti soprastanti erano costruiti in stile gotico. Tuttavia, una linea ferroviaria prevista per la consegna dei pesci non venne mai costruita e in alcuni casi gli operatori preferirono la vendita all'aperto. Il mercato chiuse nel 1886 e dopo essere stato usato per piccoli magazzini e laboratori, l'edificio originale venne demolito nel 1958, sebbene i resti delle ringhiere sono ancora visibili di fronte alla scuola materna. Sivill House ed il palazzo Dorset vennero costruiti al posto degli edifici Coutts.

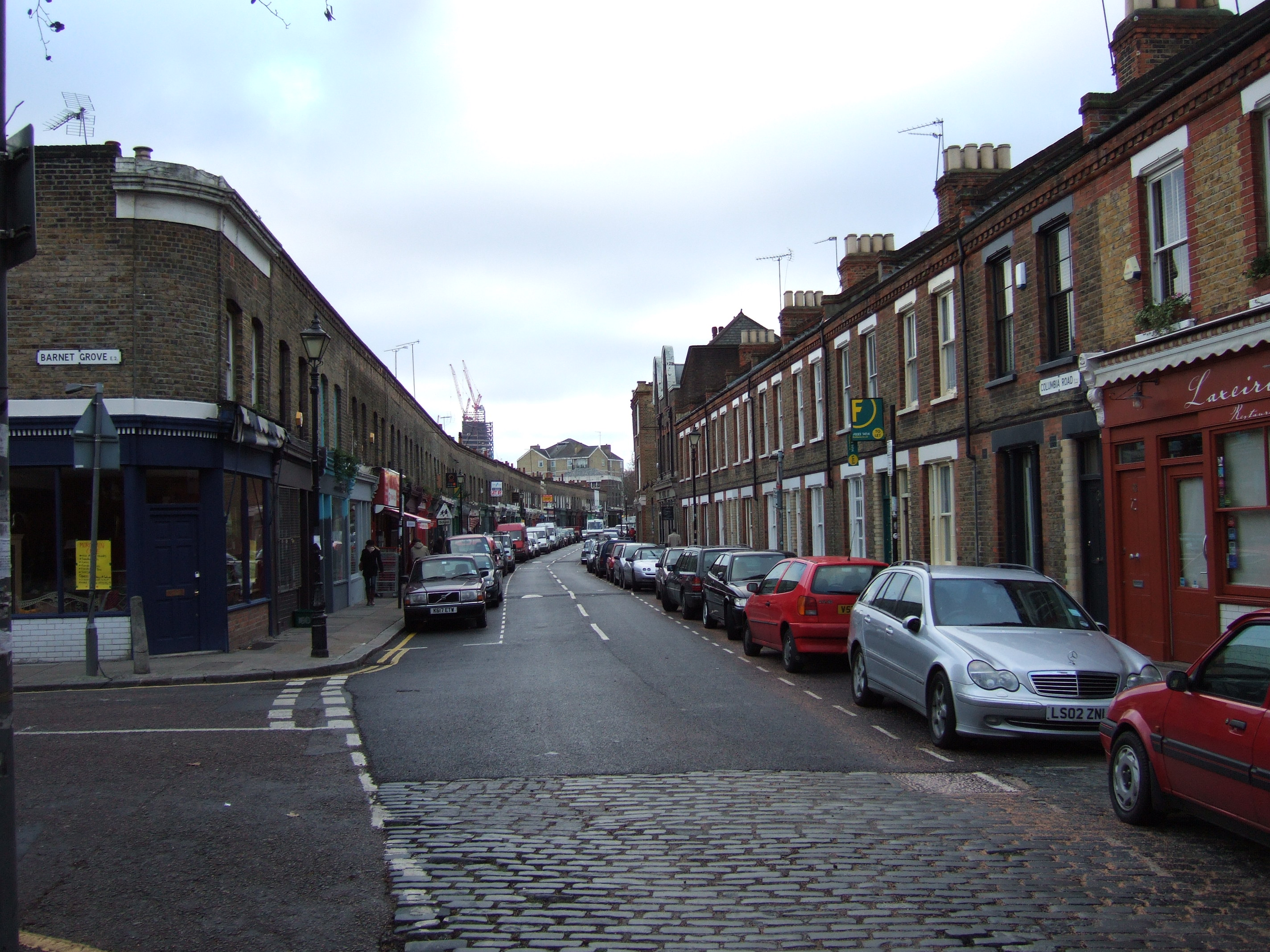
Columbia Road in un giorno feriale. Guardando ad ovest verso Shoreditch

Il mercato è stato spostato alla domenica, a mezzo di una legge, al fine di soddisfare le esigenze dei commercianti ebrei locali. Questo ha consentito anche, ai fiorai del Covent Garden e dell'Old Spitalfields Market, di vendere i loro fiori non venduti il sabato. L'interesse e la domanda per i fiori recisi e le piante, tra gli abitanti dell'East End, fu introdotto dagli ugonotti immigrati (assieme agli uccelli in gabbia). Il pub posto alla fine del mercato si chiama The Birdcage (gabbia degli uccelli).
Durante la seconda guerra mondiale il mercato subì le regole di priorità dei prodotti alimentari ed entrò in un lungo declino. Un rifugio di grandi dimensioni, sotto il mercato, venne colpito da una bomba di 50 kg, la notte del 7 settembre 1940, al culmine del grande bombardamento di Londra. Dagli anni 1960, nuove regole costrinsero gli operatori a frequentare regolarmente il mercato e questo poté godere di una nuova rinascita con la crescente popolarità dei programmi di giardinaggio.

## Il mercato oggi
Il mercato è aperto tutte le domeniche dalle 8 alle 14. I venditori iniziano ad arrivare verso le 4 per installere le loro bancarelle. Nel mercato sono disponibili, a prezzi molto competitivi, fiori freschi, piante da appartamento, bulbi e sementi varie.
Nel mercato vi sono anche alcuni stand che vendono panini, oggetti antichi e attrezzi per il giardinaggio. Il mercato è noto non solo agli amanti di fiori e piante, ma anche a fotografi e cineoperatori che spesso riprendono l'attività che vi si svolge.

## Trasporti
Il mercato è raggiungibile dalla Stazione di Liverpool Street, Bethnal Green tube station e Old Street tube station anche se è meglio servito dai London Buses.
Restrizioni di parcheggio e vigili urbani solerti rendono il parcheggio vicino al mercato molto difficile. Una soluzione è quella di parcheggiare gratuitamente su Hackney Road dove vigili urbani non operano la domenica.